# Oudey Jrid
Oudey Jrid este o comună din departamentul Guerou, Regiunea Assaba, Mauritania, cu o populație de 4.600 locuitori.